# Coppa Ronchetti 1984-1985
L'edizione 1984-1985 della Coppa europea Liliana Ronchetti è stata la quattordicesima della seconda competizione europea per club di pallacanestro femminile organizzata dalla FIBA Europe. Si è svolta dal 3 ottobre 1984 al 13 marzo 1985.
Vi hanno partecipato ventiquattro squadre. Il titolo è stato conquistato dalla CSKA Mosca, in finale sulla Sisv Bata Viterbo.

## Preliminari
| Squadra 1                  | Totale  | Squadra 2         | Andata   | Ritorno  |
| -------------------------- | ------- | ----------------- | -------- | -------- |
| MGS Apollon                | 113-206 | A.S.P. Avellino   | 48 - 93  | 65 - 113 |
| Crystal Palace             | 196-67  | BBC Résidence     | 121 - 29 | 75 - 38  |
| Royal Charles Quint Femina | 176-168 | KK Jedinstvo      | 96 - 68  | 80 - 100 |
| BP Spartacus               | 181-138 | A.S. Villeurbanne | 101 - 71 | 80 - 67  |
| Esperance Sportive Pully   | 0-40    | MTK               | 0 - 20   | 0 - 20   |

## Ottavi di finale
| Squadra 1            | Totale  | Squadra 2                  | Andata  | Ritorno |
| -------------------- | ------- | -------------------------- | ------- | ------- |
| KKS Color Cap        | 132-139 | A.S.P. Avellino            | 63 - 58 | 69 - 81 |
| A.S. Montferrandaise | 160-167 | SC Pernik                  | 89 - 94 | 71 - 73 |
| BK Slavia Sofia      | 129-112 | HC Slovan                  | 67 - 57 | 62 - 55 |
| Crystal Palace       | 123-131 | DBB Wien                   | 53 - 45 | 70 - 83 |
| DFS Kremikovcy       | 193-126 | Royal Charles Quint Femina | 95 - 50 | 98 - 76 |
| BP Spartacus         | 145-146 | ZKK Crvena zvezda          | 70 - 70 | 75 - 76 |
| MTK                  | 124-109 | Olympia Club WB            | 72 - 54 | 52 - 55 |

## Gruppi quarti di finale

### Gruppo A
| Pos | Squadra        | G | V | P | PF  | PS  | DP   | Qualificazione              |       | DKR   | MTK   | DWI   |
| --- | -------------- | - | - | - | --- | --- | ---- | --------------------------- | ----- | ----- | ----- | ----- |
| 1   | DFS Kremikovcy | 4 | 4 | 0 | 290 | 199 | +91  | Qualificata alle semifinali |       | —     | 63–42 | 61–32 |
| 2   | MTK            | 4 | 2 | 2 | 250 | 222 | +28  |                             |       | 58–67 | —     | 73–44 |
| 3   | DBB Wien       | 4 | 0 | 4 | 191 | 310 | −119 |                             | 67–99 | 48–77 | —     |       |

### Gruppo B
| Pos | Squadra         | G | V | P | PF  | PS  | DP  | Qualificazione              |       | SBV   | SSO    | BCV   |
| --- | --------------- | - | - | - | --- | --- | --- | --------------------------- | ----- | ----- | ------ | ----- |
| 1   | Bata Viterbo    | 4 | 4 | 0 | 313 | 249 | +64 | Qualificata alle semifinali |       | —     | 100–62 | 86–69 |
| 2   | BK Slavia Sofia | 4 | 1 | 3 | 233 | 268 | −35 |                             |       | 59–60 | —      | 64–53 |
| 3   | Versailles B.C. | 4 | 1 | 3 | 236 | 265 | −29 |                             | 59–67 | 55–48 | —      |       |

### Gruppo C
| Pos | Squadra           | G | V | P | PF  | PS  | DP   | Qualificazione              |       | CSK   | ZCZ    | SPE   |
| --- | ----------------- | - | - | - | --- | --- | ---- | --------------------------- | ----- | ----- | ------ | ----- |
| 1   | CSKA Mosca        | 4 | 4 | 0 | 369 | 191 | +178 | Qualificata alle semifinali |       | —     | 110–38 | 92–45 |
| 2   | ZKK Crvena zvezda | 4 | 2 | 2 | 249 | 350 | −101 |                             |       | 55–87 | —      | 69–68 |
| 3   | SC Pernik         | 4 | 0 | 4 | 251 | 328 | −77  |                             | 53–80 | 85–87 | —      |       |

### Gruppo D
| Pos | Squadra          | G | V | P | PF  | PS  | DP  | Qualificazione              |       | SSO   | BSE   | AAV   |
| --- | ---------------- | - | - | - | --- | --- | --- | --------------------------- | ----- | ----- | ----- | ----- |
| 1   | Spartak Sokolovo | 4 | 3 | 1 | 251 | 212 | +39 | Qualificata alle semifinali |       | —     | 57–56 | 81–49 |
| 2   | BSE Esma         | 4 | 2 | 2 | 256 | 251 | +5  |                             |       | 51–48 | —     | 83–73 |
| 3   | A.S.P. Avellino  | 4 | 1 | 3 | 251 | 295 | −44 |                             | 56–65 | 73–66 | —     |       |

## Semifinali
| Squadra 1        | Totale  | Squadra 2    | Andata  | Ritorno |
| ---------------- | ------- | ------------ | ------- | ------- |
| DFS Kremikovcy   | 114-180 | CSKA Mosca   | 60 - 84 | 54 - 96 |
| Spartak Sokolovo | 127-134 | Bata Viterbo | 57 - 65 | 70 - 69 |

## Finale
| Viterbo 13 marzo 1985, ore 21:00 Gara unica                                                 | CSKA Mosca | 76 – 64 (32-33, 44-31) referto | SISV Viterbo |  |
| \| \| \| \| \| Čausova 34 \| Punti \| 30 Jones \| \| Kapranov \| Allenatori \| Minervini \| |            |                                |              |  |
|                                                                                             |            |                                |              |  |
| Čausova 34                                                                                  | Punti      | 30 Jones                       |              |  |
| Kapranov                                                                                    | Allenatori | Minervini                      |              |  |

| Quintetto titolare | Quintetto titolare | Quintetto titolare | Pt   | Rim  | Ass  |
| ------------------ | ------------------ | ------------------ | ---- | ---- | ---- |
|                    |                    | Ol'ga Evkova       | 4    |      |      |
|                    |                    | Olesja Barel'      | 24   |      |      |
|                    |                    | Vaulina            | 1    |      |      |
|                    |                    | Ol'ga Burjakina    | 0    |      |      |
|                    |                    | Elena Čausova      | 34   |      |      |
|                    |                    | Tat'jana Komarova  | 6    |      |      |
|                    |                    | Pantikova          | 4    |      |      |
|                    |                    | Savcenka           | 3    |      |      |
| Panchina:          |                    |                    |      |      |      |
|                    |                    | Goncharova         | n.e. | n.e. | n.e. |
|                    |                    | Svetlana Kuznecova | n.e. | n.e. | n.e. |
| Allenatore:        |                    |                    |      |      |      |
| Vadim Kapranov     |                    |                    |      |      |      |

| CSKA Mosca |  | Bata Viterbo |

| Quintetto titolare | Quintetto titolare | Quintetto titolare   | Pt   | Rim  | Ass  |
| ------------------ | ------------------ | -------------------- | ---- | ---- | ---- |
|                    |                    | Roberta Serradimigni | 2    |      |      |
|                    |                    | Stella Campobasso    | 2    |      |      |
|                    |                    | Linnell Jones        | 30   |      |      |
|                    |                    | Carol Menken         | 18   |      |      |
|                    |                    | Monica Bastiani      | 4    |      |      |
|                    |                    | Emanuela Silimbani   | 0    |      |      |
|                    |                    | Daniela Antonione    | 2    |      |      |
|                    |                    | Pina Tufano          | 6    |      |      |
| Panchina:          |                    |                      |      |      |      |
|                    |                    | Zita Dilucantonio    | n.e. | n.e. | n.e. |
|                    |                    | Annalia Marietti     | n.e. | n.e. | n.e. |
| Allenatore:        |                    |                      |      |      |      |
| Gino Minervini     |                    |                      |      |      |      |

## Squadra campione
- Squadra campione • CSKA Mosca (1º titolo): Ol'ga Evkova, Olesja Barel', Vaulina, Ol'ga Burjakina, Elena Čausova, Tat'jana Komarova, Pantikova, Savcenka, Goncharova, Svetlana Kuznecova. Allenatore: Vadim Kapranov